# シクロヘキサノールデヒドロゲナーゼ
シクロヘキサノールデヒドロゲナーゼ（cyclohexanol dehydrogenase）は、次の化学反応を触媒する酸化還元酵素である。
シクロヘキサノール + NAD+ {\displaystyle \rightleftharpoons } シクロヘキサノン + NADH + H+
反応式の通り、この酵素の基質はシクロヘキサノールとNAD+、生成物はシクロヘキサノンとNADHとH+である。
組織名はcyclohexanol:NAD+ oxidoreductaseである。